# 加藤正人 (脚本家)
加藤 正人（かとう まさと、1954年1月14日 - ）は、日本の脚本家。秋田県出身。
囲碁ファンであり、映画「碁盤斬り」では対局シーンをふんだんに盛り込んだ。囲碁殿堂表彰委員会委員。

## 略歴
- 1954年、秋田県能代市に生まれる
- 1972年、秋田県立能代高等学校卒業・早稲田大学社会科学部入学
- 1978年、早稲田大学中退
- 1984年、「サロメの唇」（藤井克彦監督作品）にて脚本家デビュー
- 1998年から2005年まで、日本映画学校専任講師
- 2006年から早稲田大学大学院国際情報通信研究科客員助教授（07年より客員准教授、11年より14年まで客員教授）
- 2003年から2009年まで、社団法人シナリオ作家協会会長
- 2010年から2013年まで、東北芸術工科大学映像学科教授
- 2015年より2019年まで協同組合日本シナリオ作家協会理事長
- 2025年、囲碁大使となる[3]。

## 受賞歴
- 1987年「SM教室・失禁」にて、第2回ロマン大賞・脚本賞受賞
- 1988年「若奥様のナマ下着」にて、第9回ズームアップ映画祭・脚本賞受賞
- 1998年「水の中の八月」第39回テッサロニキ国際映画祭（ギリシャ）グランプリ、国際批評家連盟賞
- 1999年「水の中の八月」第15回モンス国際映画祭（ベルギー）最優秀脚本賞
- 2001年「女学生の友」第4回菊島隆三賞受賞
- 2002年「女学生の友」第8回ジュネーブシネマトーテクラン・フェスティバル（CinemaTout Ecran）最優秀作品賞（グランプリ）
- 2005年「雪に願うこと」第18回東京国際映画祭　グランプリ他4部門受賞
- 2007年「雪に願うこと」第61回毎日映画コンクール最優秀脚本賞受賞
- 2009年「クライマーズ・ハイ」第32回日本アカデミー賞優秀脚本賞受賞[4]
- 2011年「孤高のメス」第34回日本アカデミー賞優秀脚本賞受賞[5]
- 2014年「ふしぎな岬の物語」第38回モントリオール世界映画祭審査員特別グランプリ、第38回日本アカデミー賞 優秀脚本賞[6]

## 主な脚本作品

### 映画
- 猟色・サロメの唇（1984年）
- 宇能鴻一郎の・桃さぐり（1985年）
- SM教室・失禁（1986年）
- 愛奴人形・いかせて
- 赤い禁猟区・ハードコアの夜
- 発情娘・ぐりぐり遊び
- 盗撮マニア・フライデーの女
- 究極ONAINE・夢地獄
- ヘビーSEX87・感度良好（1987年）
- 看護女子寮・凌された白衣
- 寝技ギャル・後ろから一直線
- 若奥様のナマ下着
- 檻の中の欲しがる女たち
- 聖熟女（1988年）
- シャボン玉伝説
- 新童貞物語・ホンコン・バージン・ボーイ（1990年）
- 撃てば……かげろう（1991年）
- ファンキー・モンキー・ティーチャー
- ファンキー・モンキー・ティーチャー2　東京進攻大作戦（1992年）
- 超アブノーマル集団・変態まみれ（1993年）
- 800 TWO LAP RUNNERS（1994年）
- 君といつまでも
- 三たびの海峡（1995年）
- ゲレンデがとけるほど恋したい。（1996年）
- 水の中の八月（1998年）
- DRUG（2001年）
- 女学生の友
- Star Light
- OKITE（2003年）
- 機関車先生（2004年）
- メールで届いた物語「やさしくなれたら」（オムニバス・2005年）
- 誰がために
- 雪に願うこと（2006年）
- 日本沈没（2006年）
- クライマーズ・ハイ（2008年）
- 孤高のメス（2010年）
- 雷桜（2010年）
- 天地明察（2012年）
- だいじょうぶ3組（2013年）
- 草原の椅子
- ふしぎな岬の物語（2014年）
- エヴェレスト　神々の山嶺（2016年）
- 彼女の人生は間違いじゃない (2017年)
- ミッドナイト・バス（2018年）
- 凪待ち（2019年）
- 破戒（2022年）[7]
- 愛のこむらがえり（2023年）
- Gメン（2023年）
- 碁盤斬り（2024年）

### ビデオシネマ
- 気分はエロチック（1987年）
- 女体美食倶楽部
- アダルト伝説・シスターセレナーデ（1989年）
- 野獣駆けろ（1990年）
- 傷だらけのライセンス（1991年）
- 死神の使者
- 獣のように　完結篇（1992年）
- ダボ（1993年）
- 闇金の帝王・銀と金
- 雀豪烈伝・海底に眠る月（1994年）
- 尻を撫でまわしつづけた男/痴漢日記（1995年）
- 尻を撫でまわしつづけた男/痴漢日記2
- 平成残侠伝・ぶった斬れ（1996年）
- 尻を撫でまわしつづけた男/痴漢日記4
- ダブルエックス・しなやかな美獣（1997年）
- 平成残侠伝・外道は殺れ!
- 尻を撫でまわしつづけた男/痴漢日記5
- 平成極道伝・阿修羅が斬る!
- 尻を撫でまわしつづけた男・痴漢日記6
- 平成極道伝・夜叉が裂く!（1999年）
- 新痴漢日記2
- 侠道2（2002年）
- 侠道3

### テレビドラマ
- パパは殺し屋（1989年・TBS）
- 殺意を秘めた女（1989年・CX）
- ラスト・シーン（1990年・NTV）
- 真夜中に微笑む女（1990年・NTV）
- リップスティック（1991年・TBS）
- 放課後（1991年・TBS）
- 素敵な恋をしてみたい・I am a girl（1992年・TBS）
- 俺たちルーキーコップ・大変身（1992年・TBS）
- 世にも奇妙なミステリー2　妻に言えない夫の秘密(1)（1995年・CX）
- 天国への階段（2002年・YTV)
- ビタミンF（最終章）「母帰る」（2002年・NHK）
- よど号ハイジャック事件（2002年・NTV）
- 真相（2005年・TBS）

### 配信ドラマ
- 火花（2016年、Netflix）脚本・脚本統括

### 小説
- 凪待ち（2019年・キノブックス）（2020年・光文社文庫）
- 碁盤斬り　柳田格之進異聞（2024年・文春文庫）

### 出演
- 映画「IZO」（2004年・三池崇史監督）判事2
- 映画「死刑に至る病」（2022年・白石和彌監督）大学教授
- CM「積水ハウス」（2020年）「雨の日も忙しい時もゆっくりまったりとした時も家に帰れば」編

### 関連人物
- 廣木隆一 （映画監督）
- 成島出 （映画監督・脚本家）
- 安倍照雄 （脚本家）